# اندیس بند قرقاب
بند قرقاب یک اندیس فلزی است که در حوالی شهر آهنگران استان خراسان قرار دارد و مادهٔ معدنی موجود در آن، آرسنیک است.  